# لاهيجان (تبريز)
لاهيجان هي قرية في مقاطعة تبريز، إيران. عدد سكان هذه القرية هو 5,430 في سنة 2006.